# 한돌 대 이세돌
한돌 대 이세돌 대국은 2019년 12월 18일부터 19일 그리고 21일, 3일간 세 차례의 대국으로 총 3회에 걸쳐 서울과 전남에서 진행된 이세돌과 한돌 간의 바둑 대결이다. 최종 결과는 한돌이 2승 1패로 이세돌에게 승리하였다.

## 소개
한돌은 2016년 알파고 대 이세돌간 바둑 매치에서 영향을 받아 한게임(NHN)이 개발한 인공지능 바둑 프로그램이다.

## 주최
- 한국기원

## 대국 규정
- 덤 : 7집 반(중국룰)

## 대국
| 경기                    | 날짜             | 흑     | 백     | 결과                                     |
| ----------------------- | ---------------- | ------ | ------ | ---------------------------------------- |
| 제1국                   | 2019년 12월 18일 | 이세돌 | 한돌   | 흑으로 2점을 먼저 놓는 접바둑으로 불계승 |
| 제2국                   | 2019년 12월 19일 | 한돌   | 이세돌 | 한돌과 호선으로 맞대결했으나 불계패      |
| 제3국                   | 2019년 12월 21일 | 이세돌 | 한돌   | 181수 흑 불계패                          |
| 결과: 한돌 2 - 1 이세돌 |                  |        |        |                                          |

## 결과
2-1로 한돌이 승리하였다.

## 같이 보기
- 돌바람 대 딥젠고

### 내용주
1. ↑  한돌: 제2, 3국 승. 제1국 패.
2. ↑  이세돌: 제1국 승. 제2, 3국 패.

### 참고주
1. ↑  '은퇴' 이세돌, AI 한돌과 마지막 대국서 불계패